# توبياس مولر
توبياس مولر (بالألمانية: Tobias Müller)‏ (31 مايو 1993 ألمانيا - ) هو لاعب كرة قدم ألماني يلعب كلاعب وسط.

## روابط خارجية
- توبياس مولر على موقع قاعدة بيانات كرة القدم.إي يو (الإنجليزية)
- توبياس مولر على موقع بيانات كرة القدم. دي إي (الألمانية)
- توبياس مولر على موقع عالم كرة القدم.نت (الإنجليزية)